# 고슈·가시오 전투
고슈·가시오 전투(일본어: 甲州勝沼の戦い, 1868년 3월 29일)는 보신 전쟁의 전투 중 하나이다. 가시오 전투, 가쓰누마 가시오 전투, 고슈 전쟁, 고슈 가시오 전쟁이라고도 불린다.

## 개요
신센구미는 아이즈번의 지휘하에서 교토시가의 치안유지 등에 종사하였지만, 구 막부군의 일원으로써의 도바 후시미 전투, 요도 센료마쓰 전투에서 신정부군에게 패하여, 에도로 이동하였다. 신정부군은 도카이도, 도산도, 호쿠리쿠도로 갈라져 에도를 향해 진군하였다.
신센구미 국장 곤도 이사미는, 항전파와 복종파가 대립하는 에도 성에서 가쓰 가이슈와 만나, 막부 직할지인 고후를 신정부군보다 먼저 확보하도록 출진을 명받는다.（일설에는, 에도 개성을 기다린 가쓰 가이슈가, 곤도 일당을 에도에서 멀리 떨어뜨렸다 라고도 말해진다.）신센구미는 고요 진무대라고 이름을 바꾸며, 곤도 이사미는 오쿠보 쓰요시(大久保剛, 후에 야마토(大和)）로, 부장인 히지카타 도시조는 나이토 하야토(内藤隼人)라고 개명하여 3월 24일 에도를 출발, 고후로 향했다.
곤도는 혼성부대를 지휘하기 위해 행군중 호사스럽게 행동하였고, 날씨의 악화 등도 겹쳐 시간을 허비하게 된다. 그 사이에, 도사번의 이타가키 다이스케, 사쓰마번의 이지치 마사하루등이 선봉 총독부 참모로써, 신정부군 3,000명을 이끌고 고후 성에 입성해버린다.
고요 진무대는 가쓰누（현재 고슈시）까지 전진하여 고슈 가도와 오메카 가도의 분기점 근처에서 군사상의 요충지인 이 지역에 포진했다. 300이었던 병사는 두려워하여 계속하여 탈주하였고, 121까지 감소하였다. 곤도는 아이즈 번의 무사들이 이쪽으로 향하고 있다고 설득하여 어떻게든 탈주병을 막았고, 히지카타는 가나가와방면으로 향하여 하타모토 사이에서 결성된 낫파대(菜葉隊)에게 원조를 부탁하지만 묵살당한다.
3월 29일, 고요 진무대와 신 정부군과의 사이에서 전투가 시작되었다. 전황은 진무대측의 불리하였고, 신 정부군에서의 포격으로 대포는 파괴당한다. 아이즈의 원군이라는 거짓이 들통 나 곤도, 나가쿠라 신파치, 하라다 사노스케 등의 설득에도 불구하고 병사들은 도망쳤다. 고요 진부대는 하치오지로 퇴각한 후에 해산하여, 에도로 패주하였다. 곤도 등은 그 도중 히지카타와 합류하였다.
신 정부군은 에도 성의 무혈 개성과 우에노 전쟁에서 에도를 확보하여, 보신 전쟁의 전장은 관동 북부의 우쓰노미야나, 더욱 더 북쪽인 아이즈, 호쿠에쓰로 옮겨졌다.